# Umbonium vestiarium
Umbonium vestiarium is een slakkensoort uit de familie Trochidae. De wetenschappelijke naam werd gepubliceerd in 1758 door Carl Linnaeus in de tiende editie van Systema naturae.